# Marfă pentru Catalonia
Marfă pentru Catalonia (titlul original: în germană Ware für Katalonien) este un film de crime est-german, realizat în 1959 de regizorul Richard Groschopp, 
după fapte reale, protagoniști fiind actorii Eva-Maria Hagen, Hanna Rimkus, Hartmut Reck și Heinz-Dieter Knaup.

## Rezumat
O bătrână care a încercat să introducă clandestin un binoclu în Berlinul de Vest este arestată pe S-Bahnul din Berlin. Într-un camping este găsit cadavrul unui bărbat, care făcea contrabandă cu aparate optice. Departamentul pentru schimbarea optică caută de o vreme o bandă de traficanți, iar urmele ambelor cazuri îi duc acum pe oficiali la „Kant-Klause”, loc de întâlnire al unei bande care face contrabandă cu echipamente valoroase din RDG prin Berlinul de Vest trimițându-le în Spania.
În timp ce sublocotenentul Schellenberg descoperă conexiunile, trăgătorii de sfori sunt deja în Spania. Printre ei se numără și Bob Georgi, care s-a logodit cu o fată fără habar din Berlinul de Est, Marion, pentru a-și înființa un domiciliu pentru propria afacere în Est. Când cei doi se întorc din Spania, sunt arestați. În acest caz, detectivii au reușit să „prindă” o altă persoană privată, atenta vânzătoare de aparate optice, Sabine.

## Distribuție
- Eva-Maria Hagen – Marion Stöckel
- Hanna Rimkus – Sabine Falk
- Hartmut Reck – sublocotenentul Schellenberg
- Heinz-Dieter Knaup – locotenentul Hasselbach
- Ivan Malré – Bob Georgi
- Wilfried Ortmann – Hasso Teschendorf
- Gerlind Ahnert – angajatul la Polland
- Gerd Biewer – Teniente Petro Lopez
- Ralph Boettner – angajatul la biroul de schimb valutar
- Jean Brahn – Nappo
- Carola Braunbock – Charlotte Gansauge
- Horst Buder – un picollo
- Norbert Christian – Sigi
- Rudolf Christoph – ABV (inspector de raion al miliției)
- Dom de Beern – șeful de operațiuni
- Fritz Diez – căpitanul Gerner
- Werner Dissel – un portar
- Margot Ebert – coafeza
- Gerhard Frei – Otto-Beton
- Erich Fritze – polițistul de la circulație
- Paul Funk – portarul
- Albert Garbe – Bachmann
- Peter-Paul Göst – ABV (ofițer de secție)
- Herwart Grosse – căpitanul Polland
- Herbert Grünbaum – dl. Rösli
- Gerd Michael Henneberg – șeful
- Hubert Hoelzke – un vânzător
- Waldemar Jacobi – Laubenpieper
- Walter Jupé – Erwin-Legitimație
- Manfred Krug – tânărul contrabandist de optice
- Marga Legal – casnica
- Gerhard Leh – locotenentul Vopo
- Walter Lendrich – Neubert
- Werner Lierck – șoferul de camion
- Wolf Lucas – șoferul de camion
- Günter Margo – vameșul spaniol
- Johannes Maus – Holzapfel
- Heinz Scholz – Ferdinand Stöckel
- Paul Streckfuß – vânzătorul
- Marianne Wünscher – angajata la biroul de schimb valutar

## Erată
Titlul din afișul românesc este scris greșit Katalonia în loc de Catalonia.